# Inchmahome

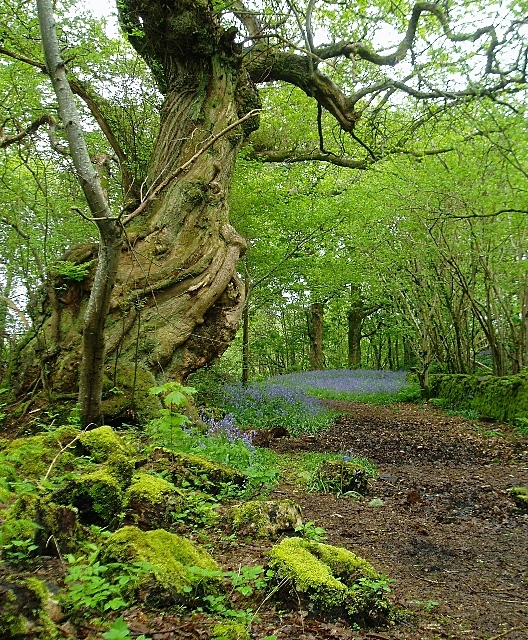
Forêt ancienne sur Inchmahome

Inchmahome, une anglicisation d'Innis Mo Cholmaig (« l'île de my-Colmac »), est la plus grande des trois îles du lac de Menteith, dans le Stirlingshire.

## Histoire
Inchmahome est surtout connu comme l'emplacement du prieuré d'Inchmahome et pour les prieurs d'Inchmahome (en) qui y on été attachés.
Le prieuré est fondé en 1238 par le comte de Menteith, Walter Comyn, pour une petite communauté de l'ordre augustinien (les chanoines noirs). La famille Comyn est l'une des plus puissantes d'Écosse à l'époque et possède une imposante maison de campagne sur Inchtalla, l'une des autres îles du lac. Il existe des preuves qu'il y avait une église sur l'île avant la fondation du prieuré.
Le prieuré a une longue histoire d'accueil de nombreux hôtes illustres. Le roi Robert le Bruce s'y rend à trois reprises, en 1306, 1308 et 1310. Ses visites sont probablement motivées par des raisons politiques, car le premier abbé avait prêté allégeance à Édouard Ier, le roi d'Angleterre. En 1358, le futur roi Robert II séjourne également au prieuré. En 1547, le prieuré sert de refuge à Marie, reine d'Écosse, âgée de quatre ans, cachée ici pendant quelques semaines après la défaite désastreuse de l'armée écossaise à la bataille de Pinkie Cleugh pendant le Rough Wooing.
Le célèbre écrivain voyageur anglais, H. V. Morton (en), a visité le pays dans les années 1930 et a écrit :
 « Far in the middle of the lake was a low greyness that rose and fell in queer shadows, as though the once holy isle of Inchmahome was built up out of lake water like a mirage. This little island is one of Scotland's shrines; it was here that we can think of Mary Queen of Scots living, for once, happy hour in that first garden of her simpleness. On Inchmahome, she was hidden when the English were hammering at the gates of Stirling... Legend has labelled every yard of Inchmahome. There are the 'Queen's Bower', the 'Queen's Tree', and the 'Queen's Chamber'. » (« Loin, au milieu du lac, une masse grisâtre basse montait et descendait en ombres étranges, comme si l’ancienne île sacrée d’Inchmahome était faite d’eau du lac, semblable à un mirage. Cette petite île est l’un des sanctuaires de l’Écosse ; c’est ici que l’on peut imaginer Marie, Reine d’Écosse, vivant, pour une fois, une heure heureuse dans ce premier jardin de sa simplicité.  À Inchmahome, elle fut cachée lorsque les Anglais frappaient aux portes de Stirling… La légende a marqué chaque parcelle d’Inchmahome. On y trouve le « Berceau de la Reine », « l’Arbre de la Reine » et la « Chambre de la Reine » »)
Bien que Marie, Reine d’Écosse, n’ait séjourné sur l’île que quelques semaines, alors qu’elle n’avait que cinq ans, des récits romancés se sont développés autour de sa présence. Par exemple, on raconte que c’est ici qu’elle aurait commencé à apprendre des langues, tenu une cour simulée avec les Quatre Marie, planté une haie de buis et fait de la broderie.